# 類似
本項では、知的財産法における類似（るいじ）概念について説明する。

## 商標法における類似
商標法において類似とは商品の混同を生じるほど商標が似ている現象のことであり、他人の商標に類似している商標は商標登録できない。商標が類似しているかの判断は特許庁や裁判所が判断することになっている。この判断は商標の外観が類似する外観類似、商標の発音が類似する称呼類似および商標から思い起こされる観念が類似する観念類似の三つを要素とし、総合的に考察して決められる（これらのうち一つでも該当するならば類似商標となる可能性があるが、逆に、これらのうち一つでも該当しない場合には類似商標とならない可能性もある）。

## 意匠法における類似
意匠法においては、ある意匠に類似した意匠もその意匠に準ずるものとして扱われる。公知の意匠に類似した意匠は意匠登録できない（3条1項3号）。類似の意匠が出願された場合は先願が優先される（9条1項）。
意匠権者の専用権は、登録意匠に類似した意匠（類似意匠）にも及ぶ（23条）。この点で特許権等と大きく異なる。また商標権では禁止権のみが類似範囲に及ぶ点で異なる。登録意匠との類似の判断は、需要者の視覚を通じて起こさせる美観に基づくとされている（24条2項）。
類似意匠に関する権利行使を確実にするため、関連意匠登録制度が設けられている。同じ出願人に限り、登録意匠または出願中の意匠（本意匠）の類似意匠を関連意匠として登録することが認められている（10条）。関連意匠は複数でもよい（10条4項）が、関連意匠にのみ類似する（本意匠に類似しない）意匠は関連意匠として認められない（10条3項）。関連意匠権は本意匠権と一体に扱われ、意匠権は分離して移転できず（22条）、専用実施権も全ての関連意匠を含め同一人に同時に設定する必要がある（27条）。

## 参考資料
- 侵害の判断基準としての商標の類似とは? - 商標ナビ